# ای‌سی‌سی لیمیتد
ای‌سی‌سی لیمیتد (انگلیسی: ACC Limited) شرکت مصالح ساختمانی هندی است، که در سال ۱۹۳۶ تأسیس شد.